# Anostirus castaneus
Anostirus castaneus är en skalbaggsart som först beskrevs av Carl von Linné 1758.  Anostirus castaneus ingår i släktet Anostirus, och familjen knäppare. Arten är reproducerande i Sverige.

## Bildgalleri

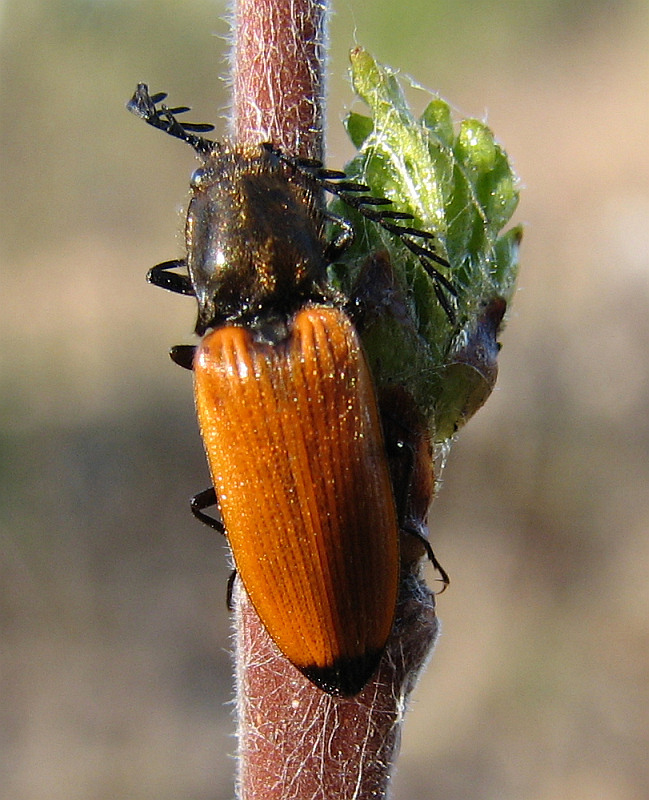
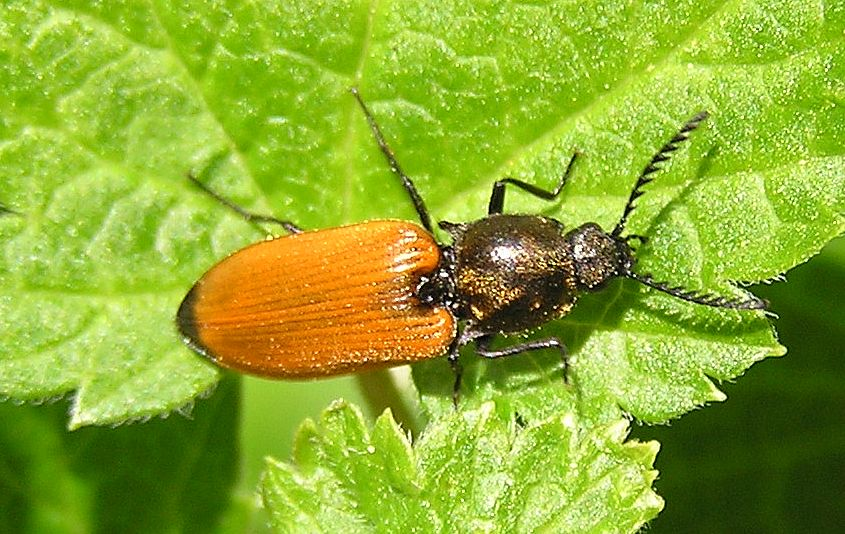
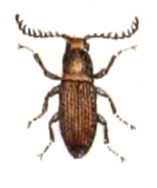